# Canet (Solsonès)
Canet és una masia situada al municipi de Clariana de Cardener, a la comarca catalana del Solsonès. Es té constància de l'edificació des de l'any 1059, tot i que l'estructura actual és del segle XVII o possiblement anterior. Actualment és un complex agrícola, amb tres cases més, als peus del Cardener. Pertany a l'entitat de població de Clariana de Cardener.
És un edifici de construcció habitual a la comarca, a base de pedra i teula en explotació agrícola i ramadera. Ha estat reformada i ampliada. Està feta de paredó, amb cantonades i obertures de carreus escairats, parcialment arrebossada i coberta a dos vessants.
La masia es troba a 471 m d'altitud, a tocar del riu Cardener a l'alçada del Pont del Molí de Canet. Les edificacions s'envolten de camps de conreu i bosquines d'arbres caducifolis joves. Es tracta d'un paisatge agroforestal influït pel paisatge de ribera per la proximitat amb el riu.